# Guyu wujalwujalensis
Guyu wujalwujalensis är en fiskart som beskrevs av Pusey och Alfred Santer Kennard 2001. Guyu wujalwujalensis ingår i släktet Guyu och familjen Percichthyidae. Inga underarter finns listade i Catalogue of Life.